# بير ويلي غوتورمسن
بير ويلي غوتورمسن (بالنرويجية البوكمول: Per Willy Guttormsen)‏ هو متزلج سريع نرويجي، ولد في 11 يونيو 1942 في نارفيك في النرويج.

## وصلات خارجية
- بير ويلي غوتورمسن على موقع SpeedSkatingBase.eu (الإنجليزية)
- بير ويلي غوتورمسن على موقع SpeedSkatingNews.info (الإنجليزية)
- بير ويلي غوتورمسن على موقع SpeedSkatingStats.com (الإنجليزية)
- بير ويلي غوتورمسن على موقع اللجنة الأولمبية الدولية (الإنجليزية)
- بير ويلي غوتورمسن على موقع أوليمبيديا (الإنجليزية)